# Flootsmühle
Die Flootsmühle ist eine ehemals an der Nette gelegene Wassermühle in Nettetal-Hinsbeck mit einem unterschlächtigen Wasserrad.

## Geographie
Die Flootsmühle hat ihren Standort an der Nette, am Herscheler Weg im Ortsteil Hinsbeck, einem Stadtteil der Stadt Nettetal im Kreis Viersen in Nordrhein-Westfalen. Die Nette hat hier eine Höhe von ca. 41 m über NN.
Die Pflege und Unterhaltung des Gewässers obliegt dem Netteverband, der in Nettetal seinen Sitz hat.

## Geschichte
Die Flootsmühle an der alten Römerstraße hat ihre erste Erwähnung in einem Grenzweistum von 1556 „ghet aen op Vloevarts muelen“. Die Nennungen und Schreibweisen der Mühle waren auch „Vlovartse-“, „Florts-“, „Fluerts-“, bis hin zu „Flootsmühle“ in der heutigen Zeit. Die Mühle gehörte seit 1706 dem Grafen Schaesberg und wurde als Kornmühle betrieben. Die Mühle wurde 1875 bereits niedergelegt. Heute steht hier ein kleines schmuckes Wohnhaus. Das jetzige Pilgerkreuz im Vorgarten ist traditionelle Raststätte für Kevelaer-Pilger. Es steht an der Stelle eines älteren Kreuzes, das schon vor Jahrhunderten für einen verunglückten Fuhrmann aufgestellt worden.

## Galerie

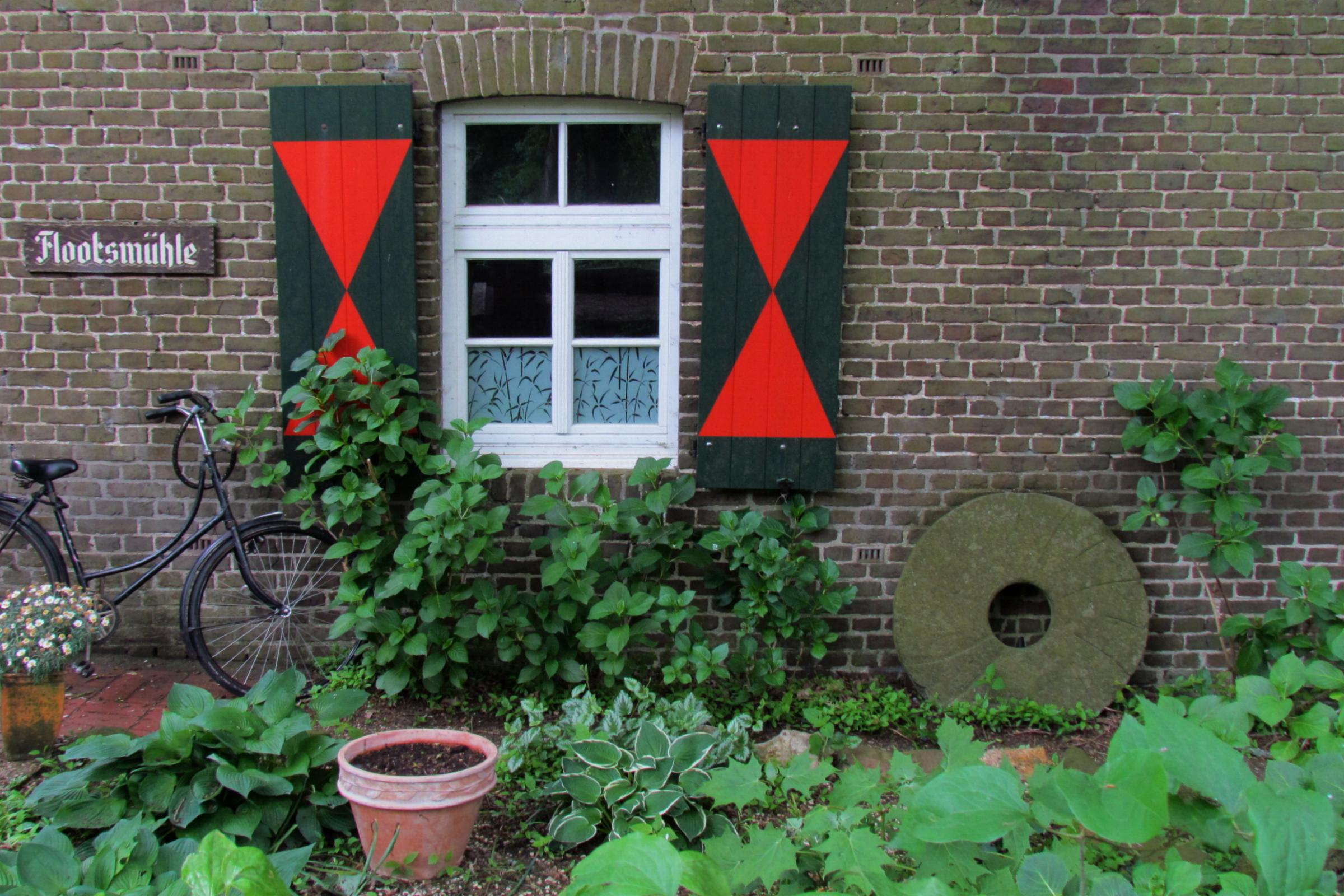
Erinnerung an die Flootsmühle
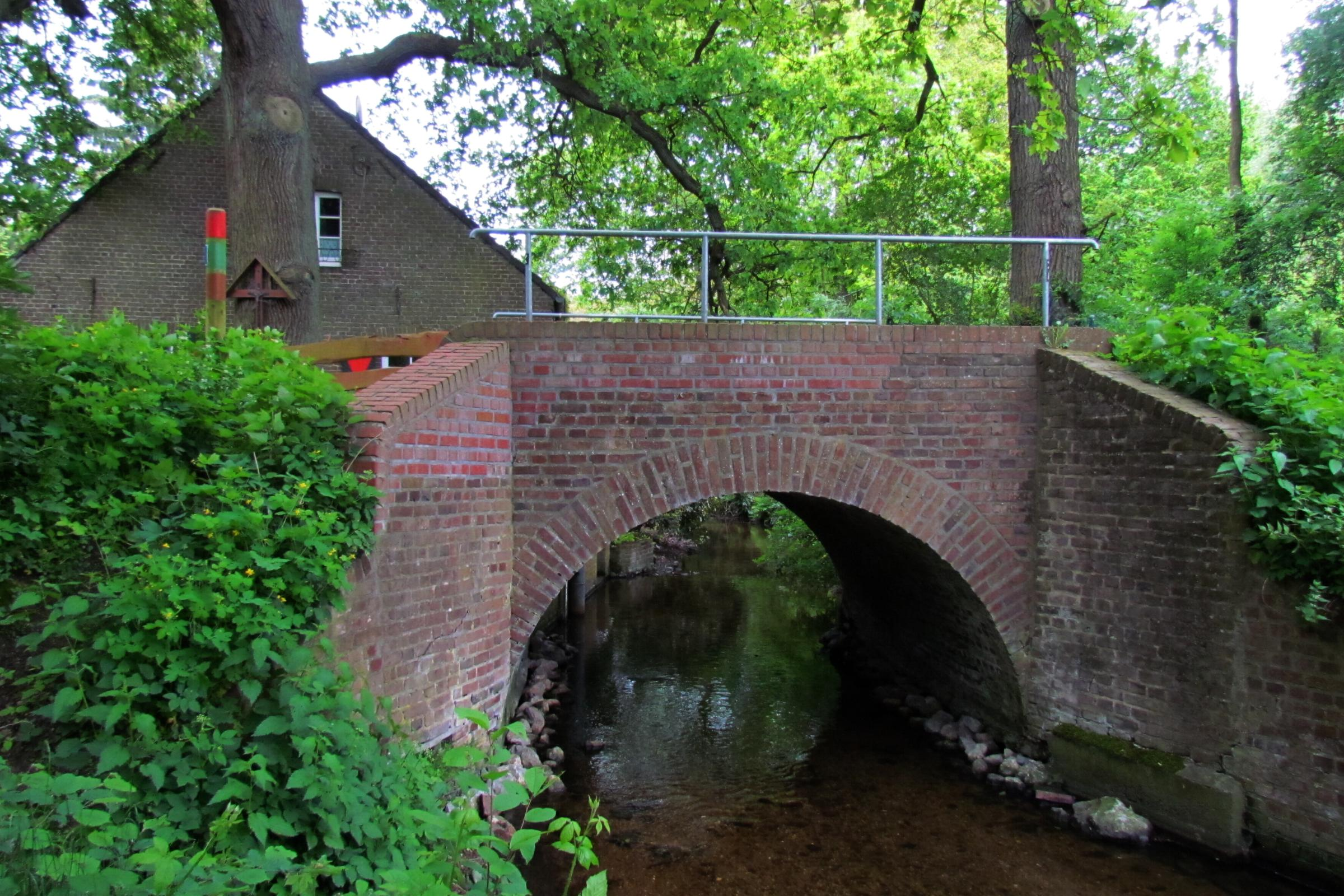
Die Brücke an der Flootsmühle
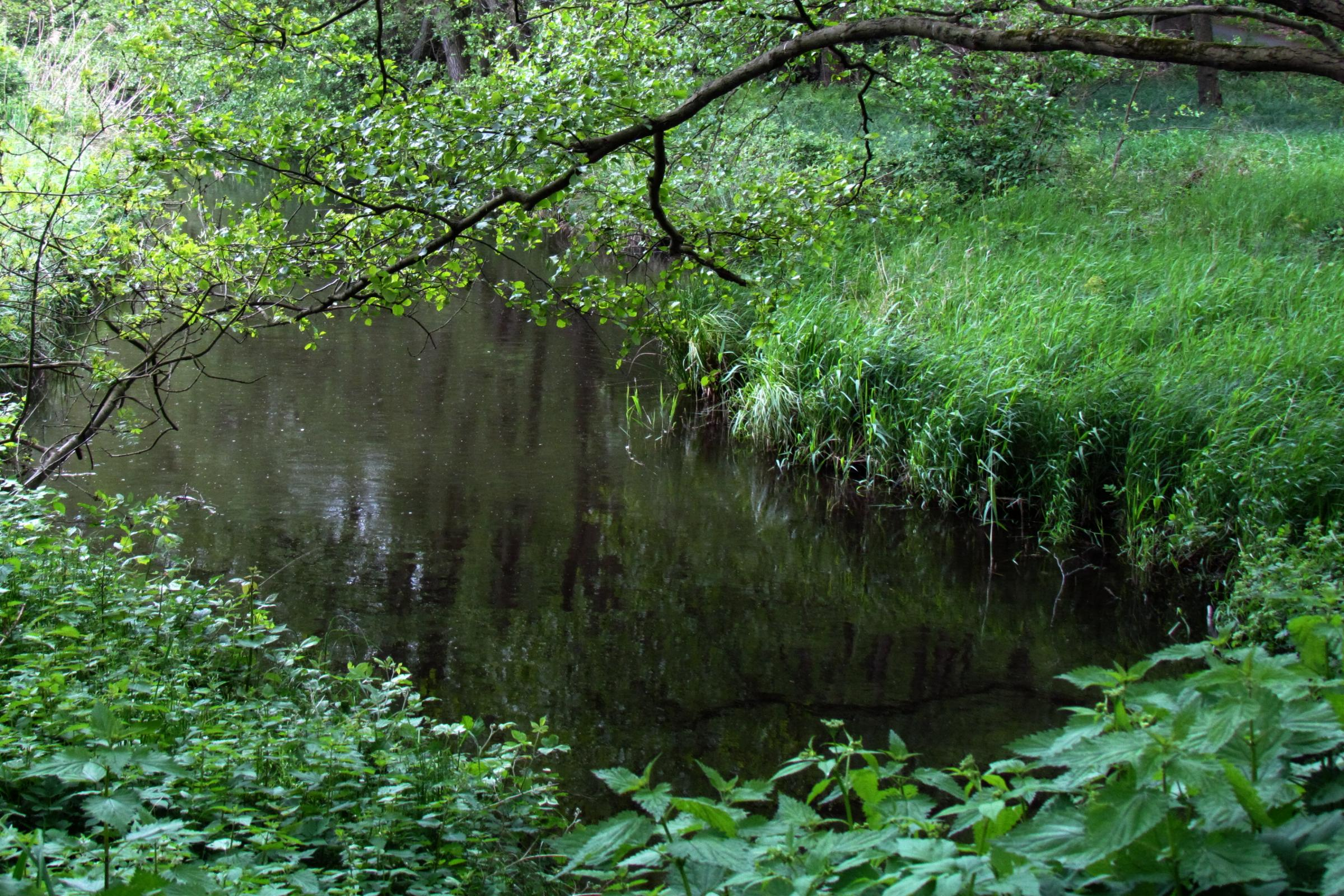
Die Nette in Bereich der Flootsmühle
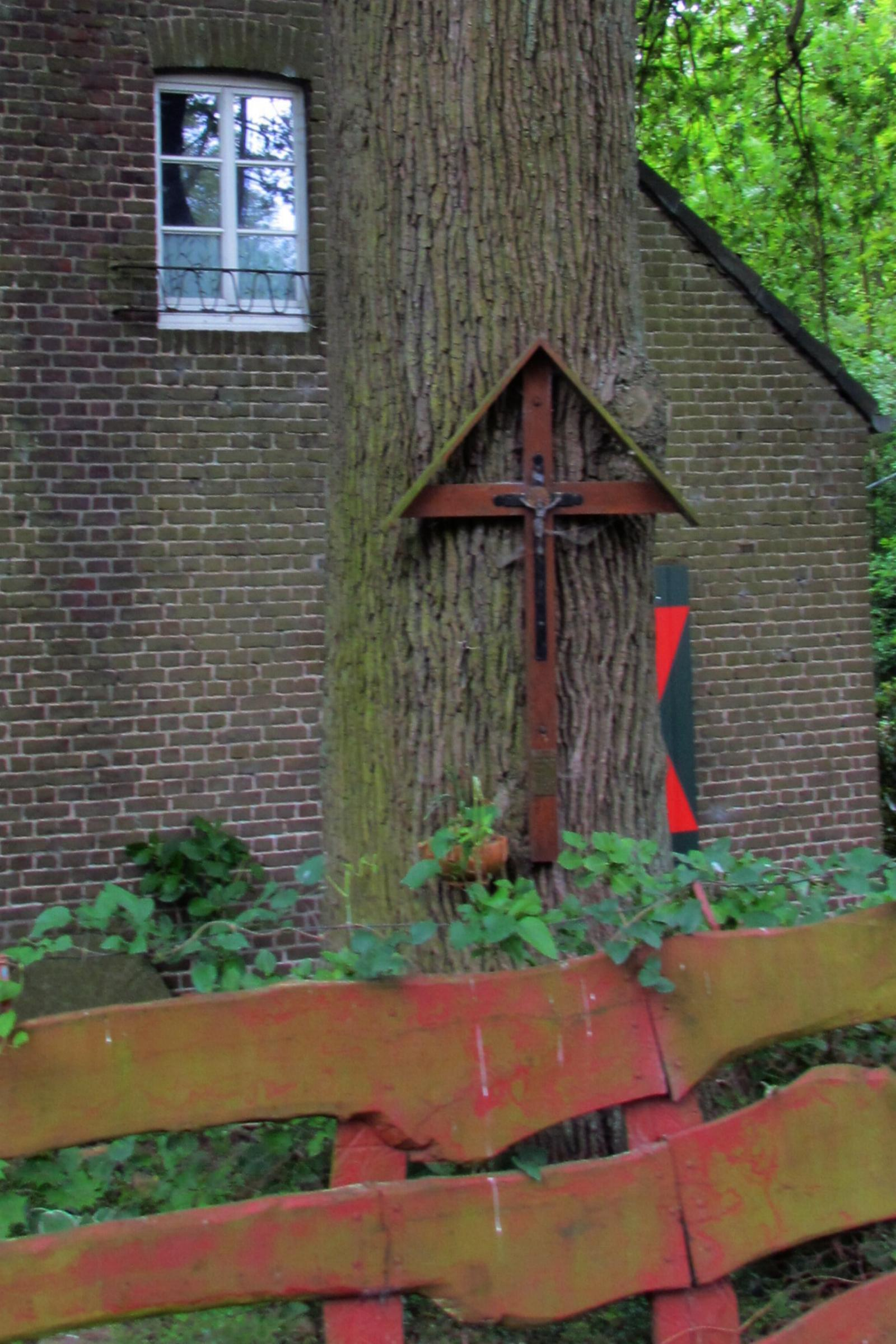
Das Gedenkkreuz an der Flootsmühle
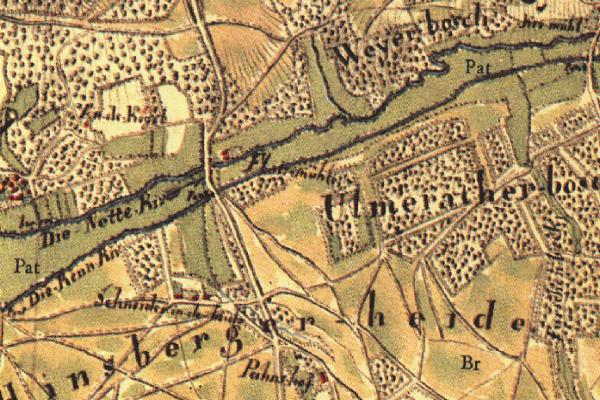
Tranchotkarte Nr. 34 1802/04